# كورييل دي دويرو
كورييل دي دويرو (بالإسبانية: Curiel de Duero)‏ هي بلدية تقع في مقاطعة بلد الوليد، قشتالة وليون، إسبانيا. تبلغ مساحتها 18،75 كم 2 ، ويبلغ عدد سكانها 134 نسمة، وتبلغ الكثافة السكانية 693 نسمة / كم 2. وهي تنتمي إلى Valle del Cuco ومقاطعة Campo de Peñafiel (بالإسبانية: Comarca ). تنتمي بلديات سان يورنتي وكوراليس دي دويرو وفالدياركوس دي لا فيغا وبوكوس دي دويرو أيضًا إلى Valle del Cuco. روتوراس، التي تقع على الحدود الشمالية لـكورييل دي دويرو، كانت تنتمي تاريخياً إلى كورييل، ولكن في العصر الحديث لم يتم تضمينها في مقاطعة Valle del Cuco. في عام 1900، بلغ عدد سكان كورييل ذروتها 590 نسمة.